# Estação South Shields
South Shields ou South Shields Interchange é uma estação da Linha Amarela do Tyne and Wear Metro, o sistema de metrô de Newcastle. Atende a cidade costeira de South Shields, no borough metropolitano de South Tyneside, condado metropolitano de Tyne and Wear. Entrou na rede como estação terminal em 24 de março de 1984, após a abertura da quinta fase do sistema, entre Heworth e South Shields.
O prédio anterior foi fechado em 8 de Julho de 2019, na sequência da construção de um novo, inaugurado em 4 de Agosto do mesmo ano. Até o momento, o antigo local é a única estação fechada nos 44 anos de história do Tyne and Wear Metro.

## História
A antiga estação ferroviária, que estava originalmente localizada na Mile End Road, foi inaugurada em 2 de junho de 1879 pela North Eastern Railway. Mais tarde, tornou-se parte da Tyneside Electrics, até ser fechada para conversão em junho de 1981, antes de ser reinaugurada como parte da rede Tyne and Wear Metro.
O trabalho de conversão a viu ser realocada a cerca de 200m da antiga estação da British Rail, com a construção de uma nova em uma ponte sobre a King Street. O edifício original, listado como Grau II pelo Patrimônio Histórico Inglês, permaneceu após a mudança, mas foi demolido no final da década de 1990, depois de cair em degradação. 
A primeira estação de Metrô foi fechada em julho de 2019 e re-situada a cerca de 100m a sudoeste. Em agosto do mesmo ano, foi reaberta, como parte do novo South Shields Interchange.

## Centro de Habilidades de Manutenção e Renovação
Em Julho de 2018, o Tyne and Wear Passenger Transport Executive anunciou um projeto de £8,4 milhões para construir um Centro de Habilidades de Manutenção e Renovação (Maintenance and Renewals Skills Centre). O edifício de três andares, que abriga um centro de treinamento, bem como instalações para até dois trens, foi inaugurado em setembro de 2020.

## Facilidades
O acesso sem degraus está disponível em todas as estações da rede Tyne and Wear Metro, com dois elevadores que fornecem acesso às plataformas em South Shields. A estação está equipada com máquinas de bilhetes, área de espera protegida, assentos, displays com informações sobre o próximo trem, cartazes de horários e um ponto de socorro de emergência. As máquinas de bilhetes aceitam pagamentos com cartão de crédito e débito (incluindo pagamento por aproximação), notas e moedas. South Shields está equipada com barreiras automáticas de bilhetes, que foram instaladas em 13 estações em toda a rede durante o início de 2010, bem como validadores de smartcard. A estação abriga uma padaria e uma unidade Nexus TravelShop, ambas localizados dentro do saguão do terminal de ônibus.
Não há estacionamento exclusivo disponível mas, no entanto, há vários parquímetros nas proximidades. Uma praça de táxis está localizada na Keppel Street. Existe a previsão de estacionamento para bicicletas. Um grande terminal de ônibus está localizado no nível inferior, proporcionando conexões frequentes em South Tyneside e Sunderland, e arredores.

## Serviços

Mapa geograficamente preciso do Tyne and Wear Metro (Green Line e Yellow Line)

Em abril de 2021, a estação era servida por até 5 trens por hora durante a semana e aos sábados, e até 4 trens por hora durante a noite e aos domingos.
Material rodante: Classe 994 Metrocar
|  |  |  |  |  |  |  |

|  |  |  |  |  |  |

| Zona C |
| Zona B |

|  |  |  |  |  |  |

|  |  |  |  |  |  |

|  |  |  |  |

|  |  |  |  |

| Zona C |
| Zona B |

|  |  |  |  |

|  |  |  |  |

|  |  |  |  |

| Zona B |
| Zona A |

|  |  |  |  |  |  |  |

|  |  |  |  |  |

| Zona B |
| Zona A |

|  |  |  |  |  |

|  |  |  |  |  |

|  |  |  |  |  |

|  |  |  |  |  |

|  |  |  |  |  |  |  |

|  |  |  |  |  |  |

|  |  |  |

|  |  |  |

| Zona A |
| Zona B |

|  |  |  |

|  |  |  |

|  |  |  |  |  |

|  |  |  |  |

|  |  |

|  |  |

| Zona B |
| Zona C |

|  |  |

|  |  |

|  |  |

|  |  |

|  |  |

|  |  |

|  |

|  |

|  |

|  |

|  |

|  |

|  |

|  |  |  |  |  |  |  |

|  |  |  |  |  |  |

| Zona C |
| Zona B |

|  |  |  |  |  |  |

|  |  |  |  |  |  |

|  |  |  |  |

|  |  |  |  |

| Zona C |
| Zona B |

|  |  |  |  |

|  |  |  |  |

|  |  |  |  |

| Zona B |
| Zona A |

|  |  |  |  |  |  |  |

|  |  |  |  |  |

| Zona B |
| Zona A |

|  |  |  |  |  |

|  |  |  |  |  |

|  |  |  |  |  |

|  |  |  |  |  |

|  |  |  |  |  |  |  |

|  |  |  |  |  |  |

|  |  |  |

|  |  |  |

| Zona A |
| Zona B |

|  |  |  |

|  |  |  |

|  |  |  |  |  |

|  |  |  |  |

|  |  |

|  |  |

| Zona B |
| Zona C |

|  |  |

|  |  |

|  |  |

|  |  |

|  |  |

|  |  |

|  |

|  |

|  |

|  |

|  |

|  |

|  |

## Estação de Ônibus
Um terminal de ônibus está localizada abaixo da estação de metrô. Foi inaugurado em agosto de 2019, tendo substituído a antiga estação de ônibus localizada em Keppel Street.
É atendida pelos serviços de ônibus locais Go North East e Stagecoach North East, com rotas frequentes servindo South Tyneside, Sunderland, Gateshead e Newcastle. Possui 14 locais de embarque, com um posto adicional usado por serviços de ônibus de longa distância. Cada parada está equipada com assentos, displays de informações sobre o próximo ônibus e cartazes de horários.

## Galeria
- Uma locomotiva Classe 101 MUD na estação original, em Agosto de 1977.
- Veículo Classe 994 Metrocar na antiga estação do Tyne and Wear Metro, em Fevereiro de 2015.
- A atual estação de metrô de South Shields, em Agosto de 2019, pouco depois da reinauguração.